# بريوش
البَرْيُوش (باللغة الفرنسية والإنجليزية: Brioche) هو خبز فرنسي فاخر يصنع بشكل أساسي من الدقيق والبيض والزبدة، إضافة إلى اللبن والخميرة والملح والسكر أحياناً. يحتوي البريوش على كمية كبيرة من الزبدة (400 جم لكل كيلو جرام من الدقيق). غالباً ما يتم خبز البريوش مع الفاكهة أو رقائق الشوكولاتة. ويتم تقديمه منفردا، أو كأساس للحلوى مع العديد من الاختلافات المحلية في المكونات المضافة أو الحشوات أو التغطيات.
يصنع البريوش بشكل واسع في الجزائر. لا يستطيع البريوش رغم شعبيته أن يحل محل الخبز العادي، وذلك لأنه مكوناته أكثر وبالتالي أكثر تكلفة، كما أنه من الصعب استخدامه في تناول الأطعمة بنفس الطريقة التي يستخدم فيها الخبز العادي أو استخدامه كشطيرة (ساندويش).

## المعلومات الغذائية
تحتوي قطعة البريوش (50غ تقريباً) على المعلومات الغذائية التالية:
- السعرات الحرارية: 142
- الدهون: 4
- الدهون المشبعة: 2
- الكوليسترول: 24
- الكاربوهيدرات: 22
- البروتينات: 4

## التاريخ
يرجع تاريخ أول استخدام مسجل للكلمة باللغة الفرنسية إلى عام 1404. وذُكر في 1611 في كوتغريف، قاموس للغة الفرنسيّة الإنجليزيّة، حيث وصف بأنه "a rowle, or bunne, of spiced bread" (رول، أو بون، من خبز متبل) ويرجع أصله إلى نورمان.
في فرنسا تم تطويره كـ «نوع من الخبز تحسن منذ العصور القديمة من قبل أجيال من الخبازين، ثم من صانعي المعجنات... مع بعض الزبدة، وبعض البيض والسكر في وقت لاحق... تطور من الخبز المبارك [pain bénit] من الكنيسة وأصبح تدريجيّا ذا جودة أفضل، أكثر وأكثر تكلفة، أقلّ وأقلّ خبز، حتى أصبح البريوش اللذيذ».

## أصل المصطلح
على الرغم من أن هناك الكثير من الجدل حول أصول الكلمة، وبالتالي، أصول الوصفة، فمن المقبول الآن على نطاق واسع أنها مشتقة من الفعل الفرنسي القديم "brier"، المشتق من "broyer"، العمل مع العجين مع broye أو brie (الأسطوانة الخشبية المستخدمة للعجن)؛ لاحقة -oche هي لاحقة عامة. Pain brié هو خبز نورماني كانت عجينته الكثيفة يستخدم معها هذه الأداة. الكلمة من أصل ألمانيّ، على الأرجح مشتقة من جذر "bhreg" (يكسر).

## أشكال

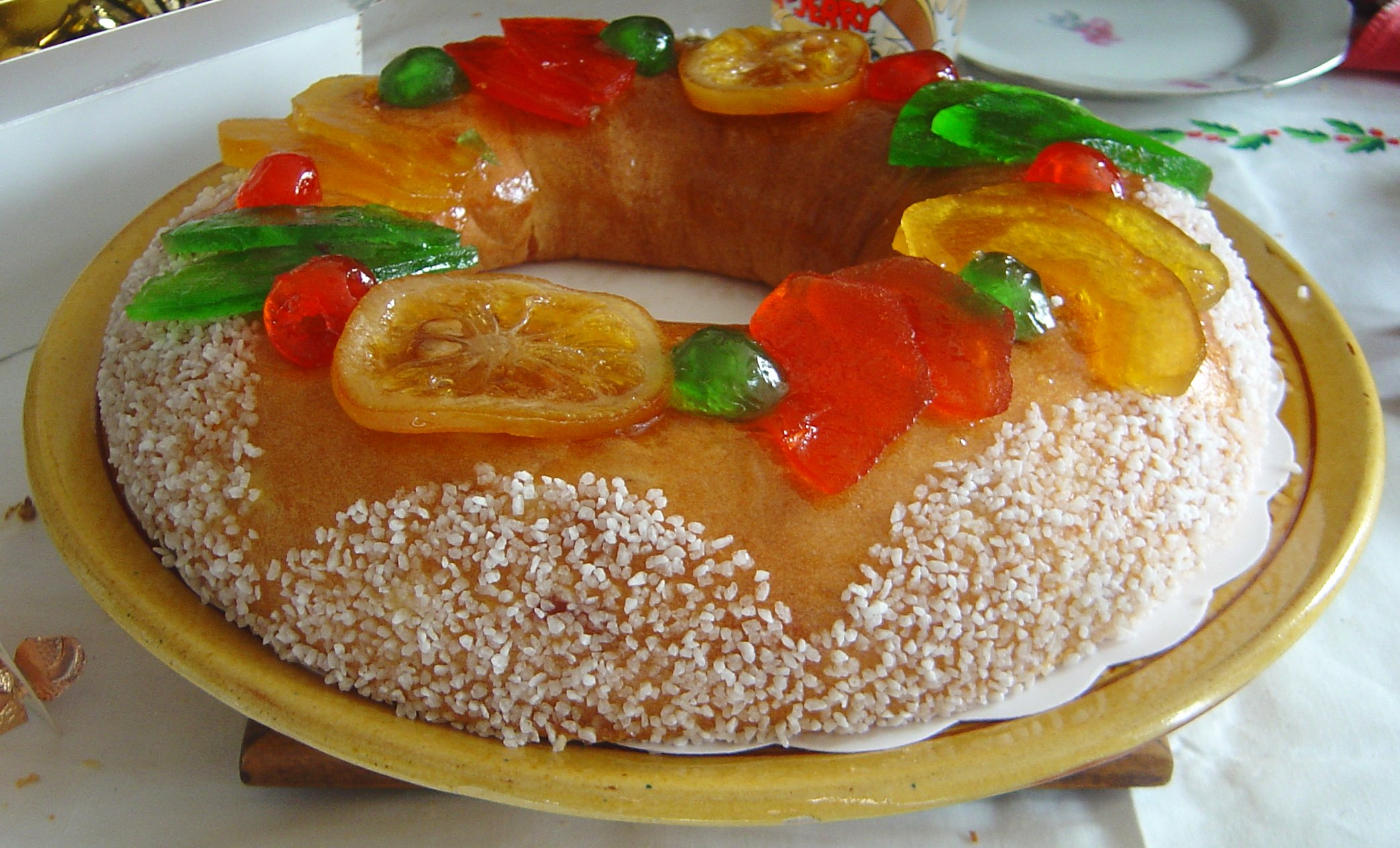
بريوش المجوس (كعكة الملك) مع الفواكه من طولون

البريوش له العديد من الاستخدامات في المطبخ ويمكن أن يأخذ أشكال مختلفة، يقدم عادي أو محشي، كما في كوليليباك (coulibiac)، أو مع العديد من الحشوات اللذيذة الأخرى، مثل فيليه لحم البقر أو كبد الأوز أو النقانق أو cervelat lyonnais. ويمكن أيضا أن يقدم البريوش مع حشوات حلوة، وخاصة الفواكه الطازجة، كريم الفانيليا أو المربى. ربما يكون بريوش آتيت (à tête) أو باريسيين (parisienne) هو الشكل المعترف به كلاسيكيا حيث يتم تشكيله وخبزه في صينية دائرية مستوية. يتم وضع كرة كبيرة من العجين على الجزء السفلي وتغطى بكرة أصغر من العجين لتشكيل الرأس tête. بريوش نانتير هو رغيف بريوش مصنوع في صينية رغيف قياسية. بدلاً من تشكيل قطعتين من العجين وخبزها معًا، يتم وضع صفين من العجين في الصينية. ثم تخمر الأرغفة وترتفع في الصينية، مما يؤدي إلى دمج القطع معًا. خلال عملية الخبز، ترتفع كرات العجين أكثر وتشكل نمطا جذابا. يمكن أيضا أن يصنع البريوش في صينية دون أن يشكل إلى كرات ليصبح رغيف عادي يشبه رغيف التوست.

## الإعداد
عجينة البريوش تحتوي على الطحين والبيض والزبدة والسائل (الحليب والماء والقشدة، وأحيانا البراندي)، مواد الرفع هي (الخميرة أو العجين المخمر) والملح وأحيانا السكر. تشترك الوصفات في نسبة الدقيق إلى الزبدة (حوالي 2:1). الطريقة العادية للتحضير هي صنع العجينة، والسماح لها بمضاعفة حجمها في درجة حرارة الغرفة ثم عجنها وتركها لترتفع مرة أخرى في الثلاجة لفترات متفاوتة (وفقا للوصفة)، مما يؤدي إلى تطوير النكهة. كما أن التبريد يقوي العجينة، التي لا تزال ترتفع، وإن كان ببطء، مما يجعل من الأسهل تشكيلها. ثم يتم تشكيل العجين، ووضعها في حاويات للإستراحة النهائية. أخيرا، يدهن بالبيض قبل أن يخبز في 230 درجة مئوية (446 درجة فهرنهايت) حتى تحمر القشرة وتصل الحرارة الداخلية إلى 90 درجة مئوية على الأقل (194 فهرنهايت).

## معرض صور

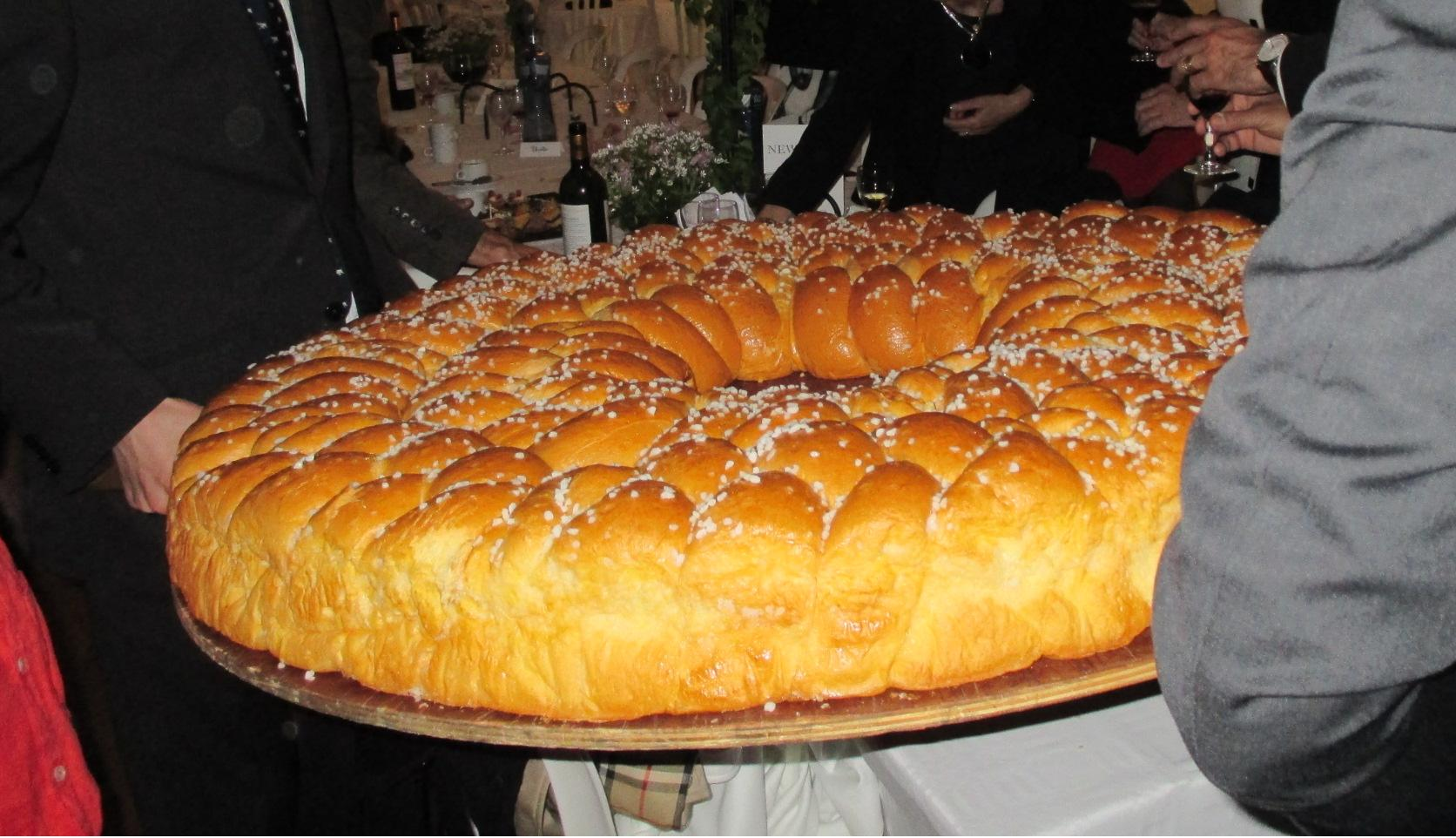
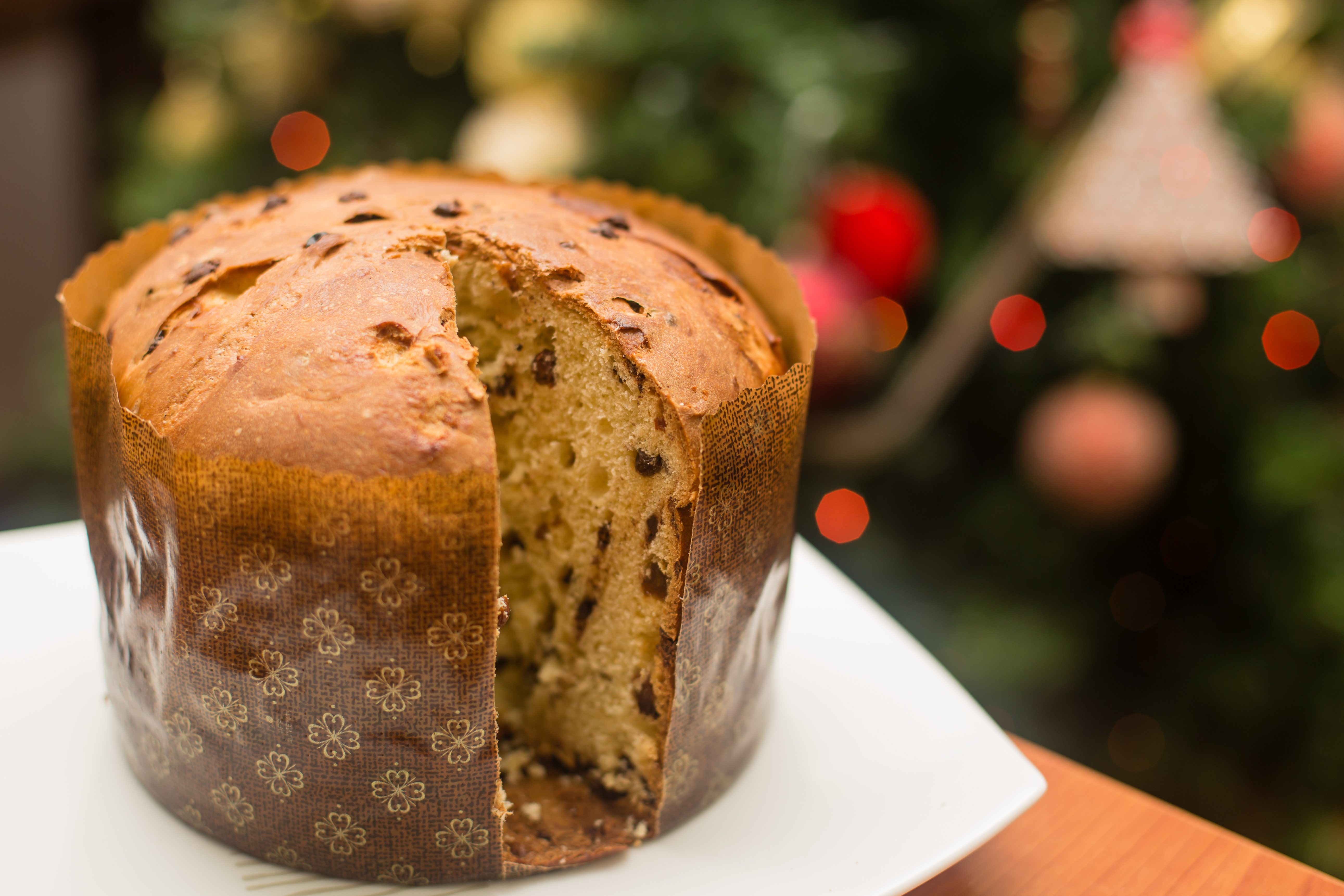
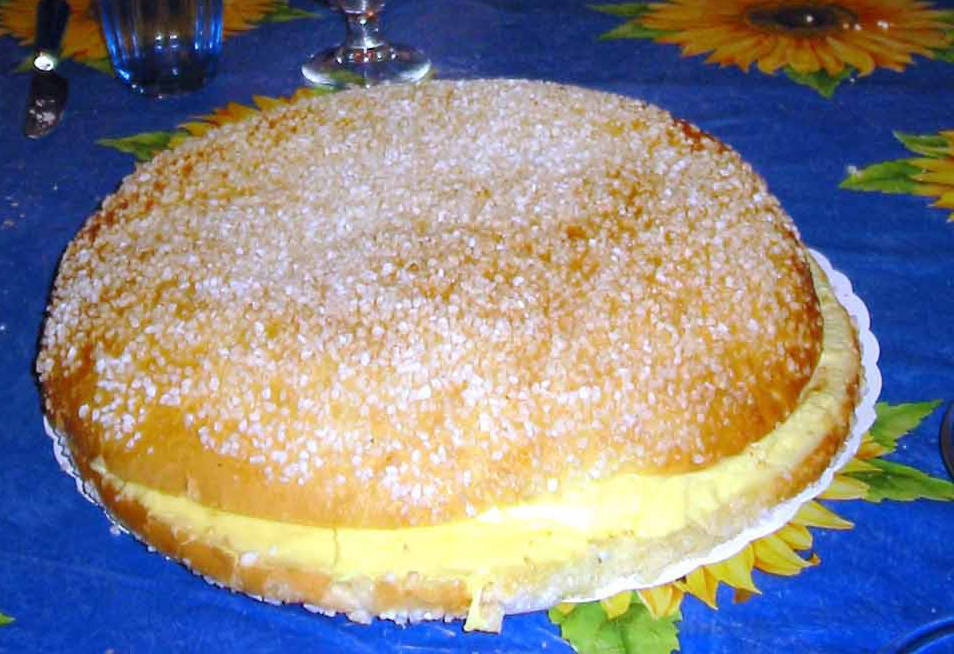
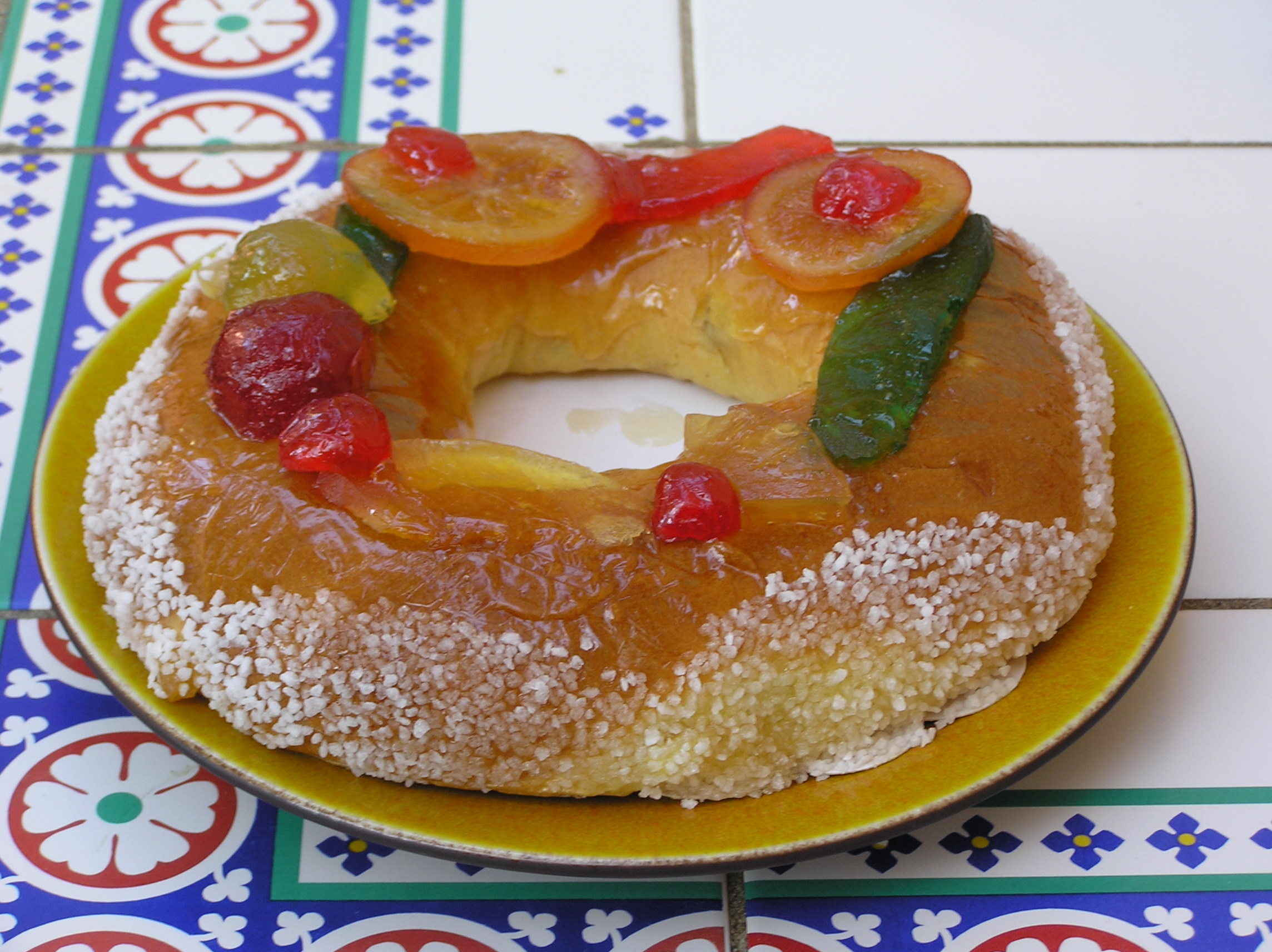
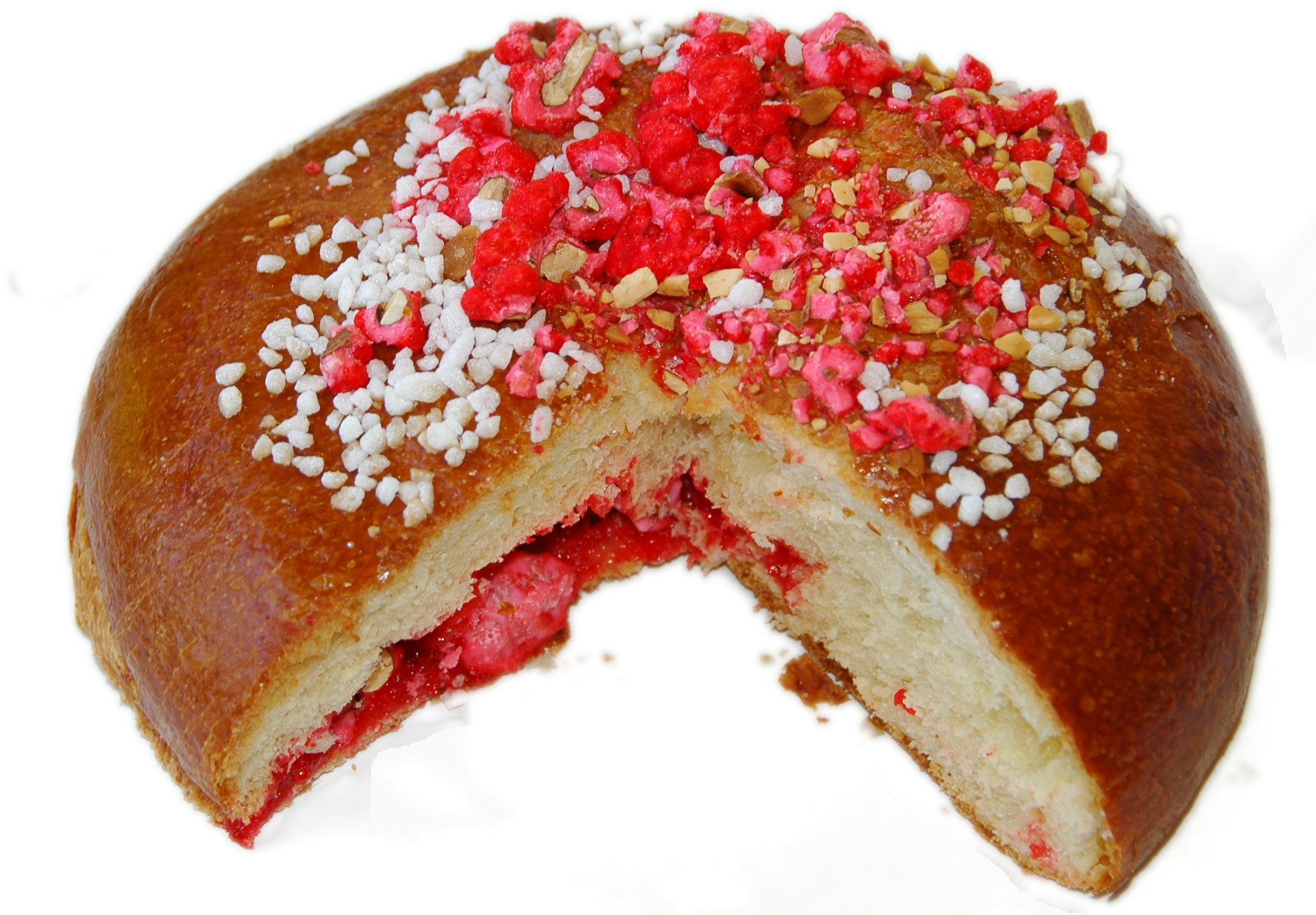

## وصلات خارجية
- وصفة البريوش مع معلوماتها الغذائية